# Regione di Brong-Ahafo
La regione di Brong-Ahafo (ufficialmente Brong-Ahafo Region, in inglese) era una regione del Ghana soppressa nel 2019. Si trovava nel centro del paese e il capoluogo era Sunyani. La superficie era di 39.557 km² e 2.310.983 abitanti (censimento del 2010). Confinava con la Regione Settentrionale a nord, con la regione del Volta a est, con la regione Orientale a sud-est, con la regione di Ashanti a sud, con la regione Occidentale e la Costa d'Avorio a ovest.
La regione venne costituita nel 1958 e prese il nome dalle due popolazioni principali dell'area gli Akan Brong e gli Ahafo. Nel 2019 venne scorporata parte del territorio per costituire le regioni di Ahafo e Bono Est, la parte rimanente venne rinominata in regione di Bono.

## Geografia fisica
La parte centrale è collinosa; sono invece pianeggianti la parte settentrionale (nella zona del Volta Nero) e quella occidentale, appartenente al bacino idrografico del lago Volta. I fiumi sono numerosi; fra i principali si possono citare il Tano, il Sene e il Pru.

## Economia
L'economia del Brong-Ahafo era basata sull'agricoltura (frutta, cacao, cereali e manioca) e sul commercio dei prodotti agricoli trasportati attraverso i numerosi collegamenti stradali (il più importante era quello che congiunge Cape Coast a Ouagadougou) e lungo il fiume Volta. Svolgeva un ruolo economico importante anche il commercio di legname e, in alcune zone (in particolare intorno a Sunyani) l'industria tessile.

## Città principali
Le principali città del Brong-Ahafo erano Sunyani (capitale della regione), Berekum, Kintampo, Pawia e Techiman.

## Distretti

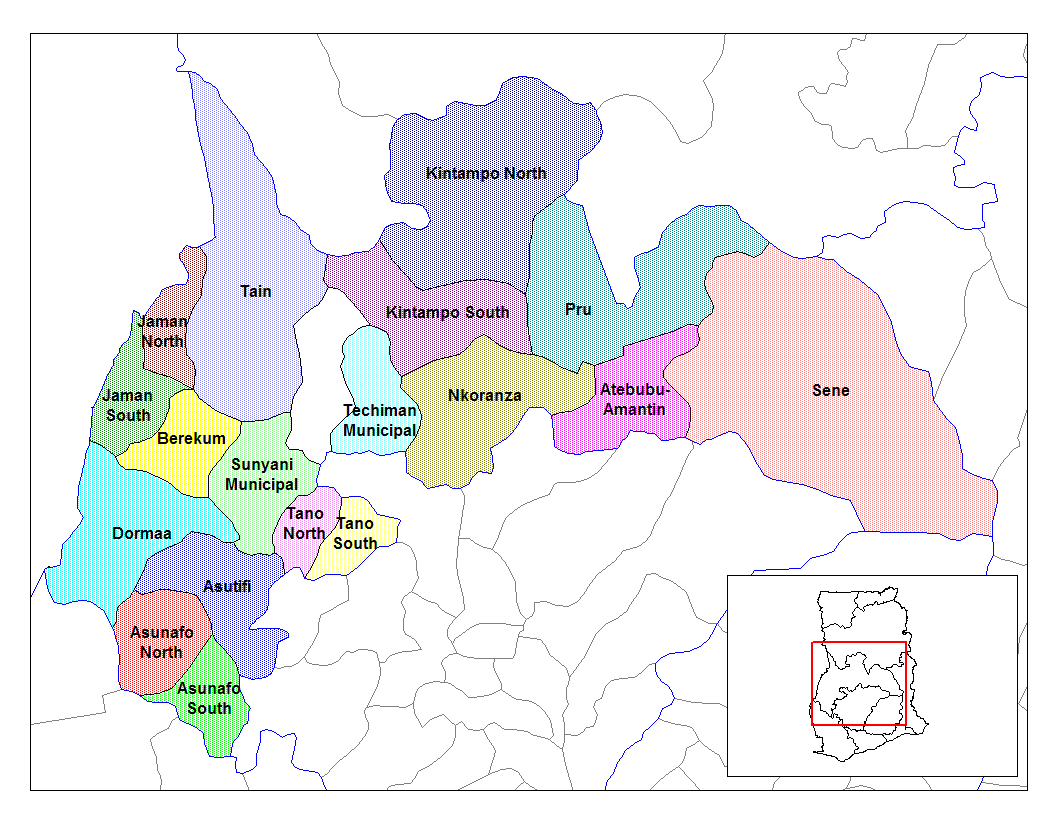
Distretti di Brong-Ahafo

La regione era suddivisa in 19 distretti:
- Distretto di Asunafo Nord
- Distretto di Asunafo Sud
- Distretto di Asutifi
- Distretto di Atebubu-Amantin
- Distretto di Berekum
- Distretto di Dormaa
- Distretto di Jaman Nord
- Distretto di Jaman Sud
- Distretto di Kintampo Nord
- Distretto di Kintampo Sud
- Distretto di Nkoranza
- Distretto di Pru
- Distretto di Sene
- Distretto di Sunyani
- Distretto di Tain
- Distretto di Tano Nord
- Distretto di Tano Sud
- Distretto municipale di Techiman
- Distretto di Wenchi